# Støvring
Støvring anhörenⓘ ist ein Ort im Norden der dänischen Halbinsel Jütland. Er gehört zur Gemeinde Rebild in der Region Nordjylland und zählt 9190 Einwohner (Stand 1. Januar 2023). Von 1970 bis 2006 war Støvring Sitz der Verwaltung der Gemeinde Støvring, die 2007 in der Gemeinde Rebild aufging.

## Entwicklung der Einwohnerzahl

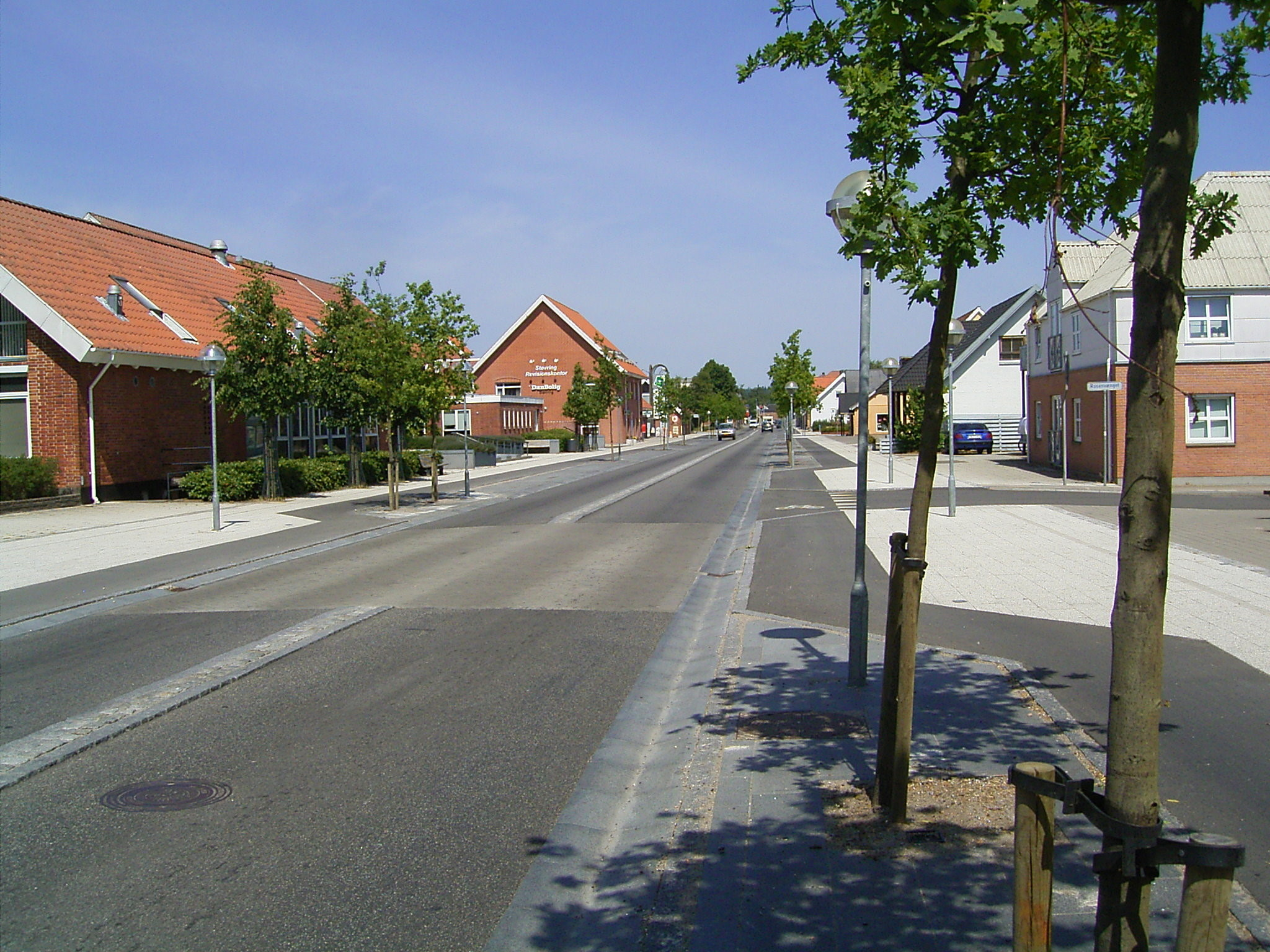
Hobrovej nahe dem Rathaus

| Jahr             | Einwohner |
| ---------------- | --------- |
| 9. November 1970 | 2366      |
| 1. Januar 1976   | 3752      |
| 1. Januar 1981   | 4615      |
| 1. Januar 1986   | 4870      |
| 1. Januar 1990   | 5349      |
| 1. Januar 1996   | 5612      |
| 1. Januar 2000   | 5692      |
| 1. Januar 2004   | 6181      |
| 1. Januar 2008   | 6641      |
| 1. Januar 2009   | 6782      |
| 1. Januar 2010   | 6817      |
| 1. Januar 2019   | 8221      |

## Verwaltungszugehörigkeit
- 1. April 1970 bis 31. Dezember 2006: Støvring Kommune, Nordjyllands Amt
- seit 1. Januar 2007: Rebild Kommune, Region Nordjylland

## Verkehr
- Eisenbahn: Der Bahnhof von Støvring an der Strecke von Aalborg nach Randers wird von der Aalborg Nærbane bedient.
- Straße: Zwei Autobahnausfahrten der Europastraße 45, die ganz Jütland von Norden (Frederikshavn) nach Süden (Richtung Flensburg) durchquert, liegen in der Nähe: Ausfahrt Nr. 30 ("Støvring Nord") und Nr. 31 ("Støvring Syd"). Während die E 45 westlich von Støvring verläuft, führt die Sekundærrute 180 (Aalborg–Randers) in Nord-Süd-Richtung durch den Ort.